# Тарасоо
Та́расоо (на местом наречии также Та́расуо, эст. Tarasoo, Tarasuo) — район города-муниципалитета Маарду, Эстония, бывшая деревня.

## География
Деревня Тарасоо находилась в месте, где в настоящее время маардуская улица Алтметса (эст. Altmetsa tee) в своём конце пересекается с железной дорогой. В Маарду есть улица Тарасоо.

## История

### Создание деревни
Началом создания деревни Тарасоо можно считать лето 1924 года, года в приходе Йыэляхтме, на бывших землях мызы Маарду под названием Тарасоо было выделено несколько малых наделов размером 5—10 гектаров. Эти наделы были распределены между желающими получить землю через волостной совет, часть из них и составила деревню Тарасоо. В прежние годы эти земли сдавались в аренду для сенокосов и выпаса скота малоземельным крестьянам деревни Уускюла волости Нехату.
Выделенные наделы, по описанию газеты «Уус Ээсти» от 27 ноября 1935 года, были «бедные, с песчаной основой, холмистые и покрытые зарослями берёз и ивы». Однако, благодаря ревностной работе крестьян некоторые земли всё же были возделаны, и на них возводились дома. Согласно газете, в освоении земель и обустройстве домашних очагов особенно упорными были жители деревни Тарасоо. Однако не все проблемы были разрешены сразу, в частности, отсутствовала нормальная подъездная дорога к деревне.
В 1938 году в районе было основано «Водное общество Иру-Лайакюла», целью которого было преобразовать до этого покрытые мхом и болотами сырые земли в пригодные для земледелия (Tarasoo с эст. — «болото Тара»). Для этого зимой 1938/1939 через Тарасоо была проложена чуть более чем 2-километровая магистральная канава. Согласно опубликованной в газете «Уус Ээсти» за 21 апреля 1939 года статье, пользу от осушения болота Тарасоо получило 31 малое домохозяйство.

### Деревня после Второй мировой войны
Согласно официальным письменным источникам, в 1959 и 1970 году деревня Тарасоо входила в состав Виймсиского сельсовета. В 1959 году в деревне проживало 25 человек, в 1970 году в ней насчитывалось 24 жителя.
Во время переписи населения 1979 года деревня Тарасоо в перечне населённых пунктов Харьюского района уже не значилась.